# Floirac (Charente-Maritime)
Floirac ist eine französische Gemeinde mit 427 Einwohnern (Stand: 1. Januar 2022) im Département Charente-Maritime in der Region Nouvelle-Aquitaine (vor 2016 Poitou-Charentes). Sie gehört zum Arrondissement Saintes und zum Kanton Saintonge Estuaire. Die Einwohner werden Floiracais genannt.
Sie entstand als gleichnamige Commune nouvelle mit Wirkung vom 1. Januar 2018 durch die Auflösung der alten Gemeinde und Zusammenlegung mit der früher selbstständigen Gemeinde Saint-Romain-sur-Gironde, denen in der neuen Gemeinde der Status einer Commune déléguée jedoch nicht zuerkannt wurde.

## Geographie
Floirac liegt auf dem Nordostufer der Gironde in der historischen Kulturlandschaft der Saintonge. Umgeben wird Floirac von den Nachbargemeinden Mortagne-sur-Gironde im Norden und Westen, Brie-sous-Mortagne im Norden und Nordosten, Saint-Germain-du-Seudre im Nordosten und Saint-Fort-sur-Gironde im Südosten.

## Gemeindegliederung
| Ortsteil                    | ehemaliger INSEE-Code | Fläche (km²) | Einwohnerzahl (2015) |
| --------------------------- | --------------------- | ------------ | -------------------- |
| Floirac (Verwaltungssitz)   | 17160                 | 12,86        | 311                  |
| Saint-Romain-sur-Gironde000 | 17392                 | 03,16        | 064                  |

## Bevölkerungsentwicklung
| Jahr                       | 1962 | 1968 | 1975 | 1982 | 1990 | 1999 | 2008 | 2019 |
| Einwohner                  | 356  | 330  | 337  | 269  | 285  | 292  | 330  | 413  |
| Quellen: Cassini und INSEE |      |      |      |      |      |      |      |      |

Die Einwohnerzahlen wurden durch Addition der bis Ende 2017 selbständigen Gemeinden ermittelt.

## Sehenswürdigkeiten
- Kirche Saint-Étienne, Anfang des 13. Jahrhunderts erbaut

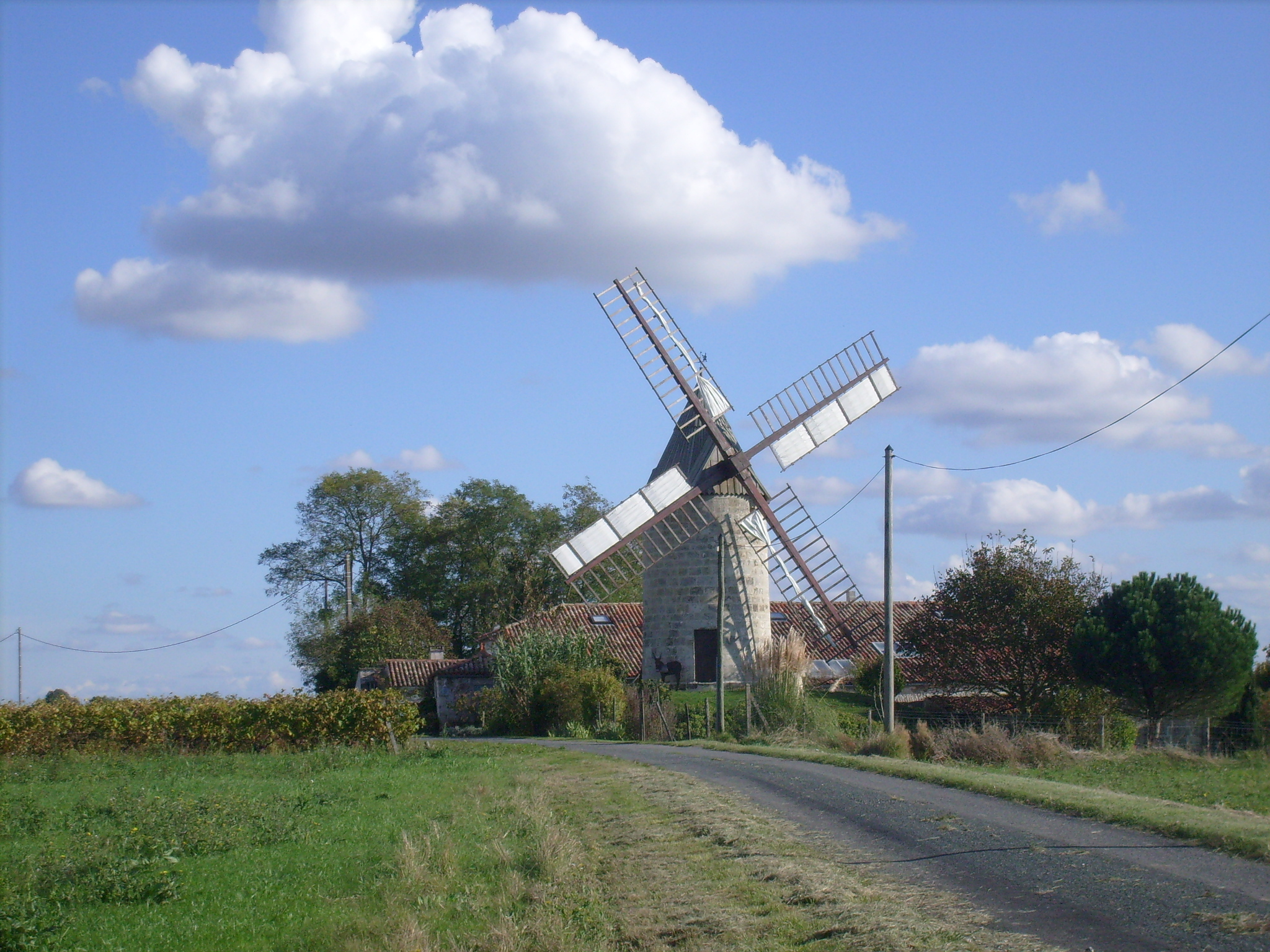
Eine der Windmühlen in Floirac

- Mühle von La Champagne
- Mühle von La Sablière
- Mühle von Clopilet